# Chamaecytisus mollis
Chamaecytisus mollis là một loài thực vật có hoa trong họ Đậu. Loài này được (Cav.) Greuter & Burdet miêu tả khoa học đầu tiên năm 1989.